# Tessaracoccus oleiagri
Tessaracoccus oleiagri es una bacteria perteneciente al género Tessaracoccus que fue aislada de un suelo con alto nivel salino contaminado con petróleo del campo petrolífero de Shengli .